# Елань (муниципальное образование Алапаевское)
Ела́нь — деревня в Алапаевском районе Свердловской области России, входящая в муниципальное образование Алапаевское. Входит в состав Невьянского территориального управления.

## География
Деревня расположена на правом берегу реки Нейвы, в 30 километрах на северо-восток от города Алапаевска.

## Население
| 2002 | 2010 |
| ---- | ---- |
| 40   | ↘24  |